# СКА-ВМФ
«СКА-ВМФ» (в 2008—2013 годах — ХК ВМФ, в 2013—2014 годах — «ВМФ-Карелия», в 2014—2015 годах — «СКА-Карелия», в 2015—2025 годах — «СКА-Нева») — хоккейный клуб из Санкт-Петербурга, входящий в систему СКА и выступающий во Всероссийской хоккейной лиге.

## История
Создан в Санкт-Петербурге в 2008 году под названием «ХК ВМФ».
В 2008—2010 годах выступал в Высшей лиге чемпионата России, с 2010 года, после её реорганизации, выступает в ВХЛ. В сезоне 2008/09 в плей-офф не вышел, в сезоне 2009/10 уступил в первом раунде плей-офф команде «Ариада-Акпарс» из Волжска. В первом сезоне ВХЛ 2010/11 в первом раунде плей-офф прошёл московские «Крылья Советов», но во втором — уступил пензенскому «Дизелю».
8 июня 2012 года был заключён договор о сотрудничестве между хоккейным клубом и АПЛ «Александр Невский». Стороны подписали договор о сотрудничестве, согласно которому ХК ВМФ будет оказывать всяческую поддержку экипажу подводной лодки, организовывать для моряков и командного штаба спортивный досуг на время их пребывания в Санкт-Петербурге.
С октября 2012 года клуб переехал в Кондопогу. В июле 2013 года переименован в хоккейный клуб «ВМФ-Карелия». Позже выступал под названием «СКА-Карелия».
В мае 2015 г. клуб вернулся в Санкт-Петербург и получил название «СКА-Нева». Вместо клуба ВХЛ в Кондопоге была создана молодёжная хоккейная команда «СКА-Карелия». После возвращения в Санкт-Петербург команда в сезоне 2015/16 заняла 7 место в регулярном чемпионате, что позволило пробиться в плей-офф Кубка Братины, но вылетела в первом же раунде, проиграв «Ижстали». Перед сезоном 2016/17 команду возглавил Пётр Воробьёв. В сентябре 2016 года был обновлён стиль и логотип команды, в цветовую гамму добавлен оранжевый цвет.
В июле 2025 года переименован в «СКА-ВМФ».

## Достижения
Чемпионат ВХЛ
- Серебряный призёр (2): 2017/2018, 2018/2019
- Бронзовый призёр: 2019/2020

Кубок Петрова (Братина)
- Финалист: 2018

Кубок Шёлкового пути
- Обладатель: 2019

Турнир имени Николая Дроздецкого
- Победитель (2): 2019, 2023

Турнир памяти В. В. Шилова
- Победитель: 2020

## Главные тренеры и руководство клуба

### Руководство клуба
- Президент — Тимченко, Геннадий Николаевич
- Вице-президент — Ротенберг, Роман Борисович
- Генеральный директор — Фисько, Вадим Алексеевич
- Управляющий директор — Точицкий, Андрей Валерьянович[9]

### Текущий тренерский штаб
- Главный тренер — Николай Воеводин
- Тренер — Евгений Бобарико
- Тренер — Антон Буханко
- Тренер — Андрей Миронов
- Тренер вратарей — Алексей Давыдов
- Тренер по физподготовке — Игорь Захаров

### Персонал
- Начальник команды — Акулов, Павел Геннадьевич
- Старший менеджер по подготовке резерва — Горбушин, Илья Анатольевич
- Администратор — Булин, Михаил Борисович
- Помощник администратора — Шаров, Александр Борисович
- Врач — Турецкий, Виктор Викторович
- Массажист — Вербицкий, Юрий Юрьевич
- Техник — Лобанов, Александр Анатольевич[10]

### Список главных тренеров
- Юрий Леонов[11] (09.06.2008—04.06.2012)
- Анатолий Семёнов[12] (04.06.2012—24.04.2014)
- Михаил Кравец[13] (24.04.2014—03.07.2014)
- Сергей Шенделев[14] (03.07.2014—30.10.2014)
- Сергей Пушков[15] (30.10.2014—30.04.2016)
- Пётр Воробьёв[16] (30.04.2016—17.07.2017)
- Евгений Попихин[17] (17.07.2017—2018)
- Евгений Михалкевич (28.06.2018—4.10.2018)
- Михаил Кравец (4.10.2018—2019)
- Константин Курашев (11.07.2019—11.11.2020)
- Александр Титов (11.11.2020—2021)
- Андрей Козырев (2021—2022)
- Александр Титов (2022—2023)
- Николай Воеводин (с 2023)